# Vavilov Hill
Der Vavilov Hill (russisch Гора Николай Вавилова Gora Nikolai Wawilowa; norwegisch Vavilovskuten) ist ein 2640 m hoher Hügel im ostantarktischen Königin-Maud-Land. In den Weyprechtbergen der Hoelfjella ragt er 5 km westlich des Shatskiy Hill auf. 
Luftaufnahmen der Deutschen Antarktischen Expedition (1938–1939) unter der Leitung des Polarforschers Alfred Ritscher dienten einer ersten groben Kartierung. Eine weitere Kartierung erfolgte anhand von Luftaufnahmen und Vermessungen der Dritten Norwegischen Antarktisexpedition (1956–1960). Sowjetische Wissenschaftler nahmen bei einer von 1960 bis 1961 dauernden Forschungsreise eine neuerliche Kartierung und die Benennung vor. Namensgeber ist der sowjetische Botaniker Nikolai Iwanowitsch Wawilow (1887–1943). Das Advisory Committee on Antarctic Names übertrug die russische Benennung 1970 in angepasster Form ins Englische.